# Josephine Jue
Josephine Jue, née en 1946 à Vance (en) (Mississippi, États-Unis), est une programmeuse informatique et mathématicienne sino-américaine connue notamment pour être la première femme asio-américaine à avoir travaillé à la NASA, où elle a exercé pendant 37 ans. Jue est membre fondateur de l'Église baptiste chinoise de Houston, au Texas.

## Jeunesse
Josephine Jue est en 1946 née à Vance (en), dans le Mississippi, aux États-Unis, au sein d'une famille chinoise du Mississippi Delta (en). Elle a obtenu un bachelor's degree en mathématiques de l'Université de Houston.

## Travail pour la NASA
Josephine Jue a rejoint la NASA en 1963, devenant l'une des huit femmes y travaillant à l'époque et la seule Asio-Américaine. Elle a travaillé pour la NASA pendant 34 ans et y a occupé quatre postes différents. Elle a travaillé comme compilatrice pour le programme de la navette spatiale et a également travaillé pour Apollo 11. Elle a également été chef du Software Engineering Laboratory (SEL) de la NASA en 1975. Elle est surtout connue pour le développement, la mise en œuvre et la maintenance du système HAL/S pendant le programme de la navette spatiale.